# План «Гельб»
План «Ґельб» (нім. Fall Gelb — Жовтий план) — кодова назва німецького плану блискавичної війни проти Бельгії, Нідерландів, Люксембургу і Франції в 1940 році.
Перший варіант, відомий як «План ОКГ», мав суто позиційний характер і передбачав встановлення фронту по річці Сомма. Спочатку, через несприятливі метеорологічні умови, його виконання було кілька разів відкладено, а після критичного аналізу і наслідків «Мехеленського інциденту» повністю замінено іншим варіантом плану, відомим як «План Манштейна». Цей варіант плану передбачав повну перемогу і був успішно реалізований 10 травня 1940 року в першій фазі Французької кампанії. В результаті німецькі війська в стислі терміни повністю окупували територію Бельгії, Нідерландів, Люксембургу та Північної Франції.

## Визначення стратегічних цілей

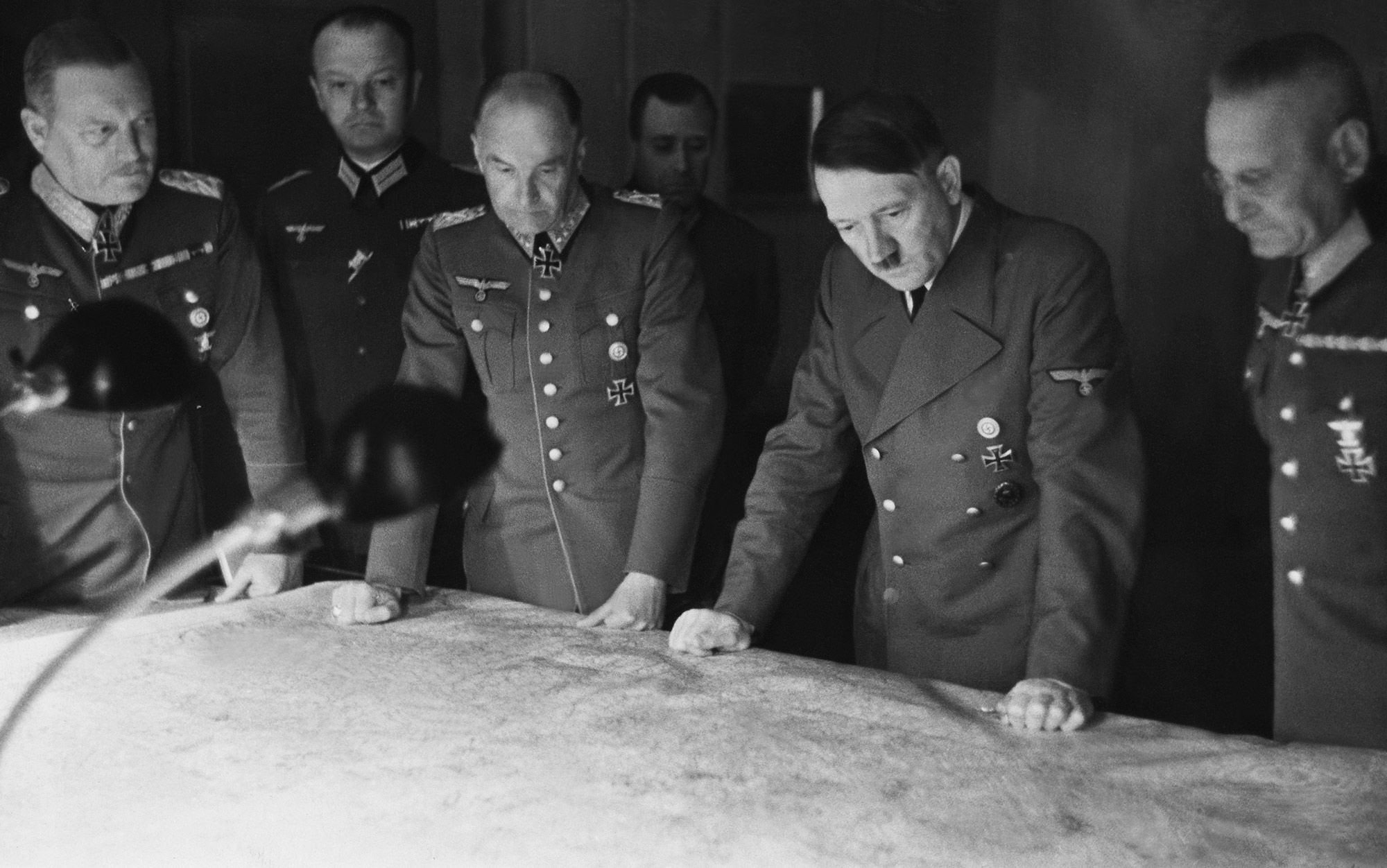
Браухіч, Гітлер та Гальдер

Початок розробці плану наступу на Францію було закладено 27 вересня 1939 року. На нараді головнокомандувачів видами збройних сил і їхніх начальників штабів Гітлер наказав негайно готувати наступ на заході: «Ціль війни — поставити Англію на коліна, розгромити Францію».
Проти виступили головнокомандувач сухопутними військами Вальтер фон Браухіч і начальник генерального штабу Франц Гальдер. Вони навіть підготували план усунення Гітлера від влади, але, не отримавши підтримки командувача армії резерву генерала Фрідріха Фромма, полишили його.
6 жовтня 1939 року німецькі війська остаточно завершили окупацію Польщі, а 9 жовтня командувачу сухопутними військами Вальтеру фон Браухічу, військово-повітряними (люфтваффе) — Герману Герінгу і військово-морськими — Еріху Редеру була надіслана «Пам'ятна записка і провідні вказівки щодо ведення війни на Заході». У цьому документі на основі концепції «блискавичної війни» визначалися стратегічні цілі майбутньої кампанії:

«3. … для подальшого ведення воєнних дій наказую:
а) на північному фланзі Західного фронту підготувати наступ через територію Люксембургу, Бельгії і Нідерландів. Наступ повинен бути якомога більшими силами і якомога швидше;
б) мета цієї операції — знищити по можливості великі з'єднання французької армії і союзників, що знаходяться на її боці, і одночасно захопити якнайбільше території Нідерландів, Бельгії і Північної Франції, щоб створити плацдарм для успішного ведення повітряної і морської війни проти Англії та розширити передпілля життєво важливої Рурської області.»

Вищий німецький генералітет поставився до наказу Гітлера з сумнівом. Один з генералів навіть вигукнув: «Франція — не Польща!». Однак, не зважаючи на внутрішні побоювання в провальному завершенні операції, головнокомандувач сухопутних військ Вальтер фон Браухіч дав доручення генеральному штабу (ОКГ) розробити «Директиву Ґельб щодо стратегічного розгортання».

## План ОКГ від 19 жовтня 1939 року

План ОКГ від 19 жовтня 1939 року

За основу плану операції командуванням сухопутними військами (ОКГ) було взято план Шліффена 1914 року, але на відміну від плану Шліффена план ОКГ не ставив на меті повну перемогу у Фландрії, а мав суто позиційний характер — його повне виконання приводило лише до встановлення позиційного фронту по річці Сомма.
За директивою від 19 жовтня 1939 року передбачалося створити угруповання військ у складі:
- група армій «B» (Федор фон Бок) — 2-га, 4-та і 6-та армії (37 дивізій)
- група армій «A» (Герд фон Рундштедт) — 12-та і 16-та армії (27 дивізій)
- група армій «C» (Вільгельм Ріттер фон Лееб) — 1-ша і 7-ма армії (25 дивізій)
- армійська група «N» — 18-та армія (3 дивізії)
- резерв — 9 дивізій

Головного удару мала завдати група армій «B» по обидва боки Льєжа з метою розбити англо-французькі сили у Бельгії разом з бельгійською і голландською арміями. Далі на південь розташується група армій «A». 12 армія буде виконувати прикриття південного флангу групи армій «B», 16-та армія — удар в напрямку південної Бельгії і Люксембургу. Після маршу через Люксембург 16 армія повинна зайняти оборону на північ від західного флангу лінії Мажино між Сааром і Маасом. Проти лінії Мажино діятиме група армій «C». В залежності від політичного клімату армійська група «N» призначалася для розгрому Нідерландів. Директива закінчувалася розпорядженням групам армій «A» і «B» зосередити свої війська таким чином, щоб вони за шість нічних переходів змогли зайняти вихідні позиції для наступу.

## Зауваження ОКВ
21 жовтня 1939 року командувач Верховного Головнокомандування Вермахту (ОКВ) Вільгельм Кейтель виклав Гітлерові критичні зауваження щодо «плану Ґельб». Вони зводилися до наступного:
- Армійська група «N» має невиправдано великі сили. В неї однаково мало шансів прорвати укріплену лінію Греббе.
- Лівофлангова 4-та армія групи армій «B», що наступає південніше Льєжа, повинна завдавати удару на захід і лише у крайньому випадку — на північний захід.
- Варто переглянути склад 6-ї армії, що завдає удару північніше Льєжа. Виділених їй трьох танкових і однієї моторизованої дивізій недостатньо для розвитку успіху.
- Після початку наступу й зняття французьких військ з лінії Мажино із групи армій «C» можна буде передати для посилення наступаючого угруповання десять дивізій.

Таким чином, штаб оперативного керівництва ОКВ пропонував ще більше підсилити, головним чином рухливими військами, північний фланг.

## План ОКГ від 29 жовтня 1939 року

План ОКГ від 29 жовтня 1939 року

У стратегічному плані від 29 жовтня 1939 року ставилася вже більше широка мета — знищити союзне угруповання військ в районі на північ від Сомми і вийти до Ла-Маншу. До складу групи армій «B» додатково була включена 18-та армія, а кількість її дивізій збільшилася до 43 (з них 9 танкових і 4 моторизовані). Склад групи армій «A» зменшився до 22, а групи армій «C» — до 18 дивізій. Вивільнені дивізії підсилили північне крило фронту. Група армій «B» одержала завдання прорватися одним ударним угрупованням північніше Льєжа, у район Брюсселя, а іншим — південніше Льєжа, у район на захід Намюра і потім продовжувати наступ в північно-західному або південно-західному напрямку. Група армій «A» мала допоміжне завдання — прикрити групу армій «B» з півдня й південного заходу; група армій «С», як і в плані від 19 жовтня, займала позицію проти лінії Мажино. Кордон з Нідерландами прикривав 6-й корпусний округ, який підпорядковувався групі армій «В».
Закінчити розгортання планувалося до 5 листопада. Початок наступу було призначено на 12 листопада 1939 року.

## Критика плану ОКГ
Адольф Гітлер назвав план, підготовлений ОКГ, верхом посередності. На одній з нарад з обговорення оперативного плану Гітлер, звертаючись до Кейтеля і Йодля, відмітив: 
«Так це ж старий план Шліффена з посиленим правим флангом і головним напрямком удару уздовж атлантичного узбережжя. Двічі такі номери не проходять!»
Повторення шліффенівського задуму початку століття, наступ на Францію серпоподібним рухом через Бельгію, не влаштовував його. У 1939 році було очевидніше, ніж в 1914, що якщо й відбудуться бойові дії між Німеччиною і союзниками, то саме в Бельгії, оскільки лінія Мажино уздовж франко-німецького кордону надійно захищала Францію. У порівнянні з лінією Мажино бельгійські укріплення були дуже слабкими. Очевидно, що французи також розуміли це і очікували такого розвитку подій. Однак, хоча Гітлер і мав іншу точку зору, він жадав якомога швидкого початку наступальної операції:
«Час працює на супротивника… Наша ахілесова п'ята — Рур… Якщо Англія і Франція прорвуться через Бельгію та Нідерланди в Рур, ми опинимося у величезній небезпеці».
5 листопада Браухіч знову спробував відговорити Гітлера від вторгнення у Францію. Гітлер, у свою чергу, ще раз підтвердив, що наступ необхідно почати не пізніше 12 листопада. Однак 7 листопада наказ було скасовано через несприятливі метеорологічні умови. Пізніше початок операції буде перенесено ще 29 разів.

## Зауваження групи армій «A»

Пропозиції групи армій «A» від 31 жовтня 1939 року

Ще під час підготовки плану ОКГ начальник штабу групи армій «A» під командуванням Рундштедта Еріх фон Манштейн відзначав, що його задум занадто очевидний. Іншим недоліком плану ОКГ, на думку Манштейна, було те, що німецьким військам доведеться зіштовхнутися з англійськими частинами, які напевно будуть більш важким супротивником, ніж французи. Більше того, цей план не обіцяв вирішальної перемоги.
Обмірковуючи цю проблему, Манштейн дійшов висновку, що доцільніше завдати головного удару через Арденни в напрямку Седана, чого союзники аж ніяк не очікували. Основною ідеєю його плану було «заманювання». Манштейн не сумнівався, що союзники обов'язково прореагують на вторгнення в Бельгію. Але, розгортаючи там свої війська, вони втратять вільний резерв (принаймні на кілька днів), геть завантажать дороги і, головне, послаблять «ковзанням на північ» оперативну ділянку Дінан — Седан.
Свій план Манштейн спочатку обговорив с командиром 19-го армійського корпуса Хайнцом Гудеріаном, а потім переконав у своїй правоті генерала Рундштедта. Після цього Рундштедт і Манштейн направили пам'ятну записку в штаб сухопутних військ Браухічу і Гальдеру. Записка містила такі пропозиції:
- Метою наступу на заході повинне бути одержання рішучої перемоги на суші. Прагнення домогтися часткової перемоги, що лежить в основі директив ОКГ, не виправдано ні з політичної (порушення нейтралітету трьох країн), ні з військової точки зору.
- Головного удару у наступальній операції мала завдати група армій «A», а не група армій «B». Якщо удар буде здійснювати група армій «B», вона зустріне підготовленого до нього супротивника, на якого їй доведеться наступати фронтально. Такі дії призведуть спочатку до успіху, однак, можуть бути зупинені на Соммі. Група армій «A» має шанси на успіх за умови завдавання нею раптового удару через Арденни у напрямку нижньої течії Сомми. Тільки таким шляхом можна ліквідувати весь північний фланг супротивника в Бельгії, що буде передумовою для одержання остаточної перемоги у Франції.
- Якщо противник буде діяти правильно, він спробує уникнути несприятливого для нього результату бою в Бельгії, відійшовши за Сомму. Одночасно він може кинути всі наявні в його розпорядженні сили для контрнаступу на широкому фронті проти південного флангу з метою оточення головних сил німецької армії в Бельгії або південніше Нижнього Рейну. Щоб перешкодити цьому, необхідно розбити сили супротивника, що зосереджуються проти південного флангу, приблизно в районі південніше й північніше річки Маас або між річками Маас і Уазою.
- Група армій «A» повинна одержати замість двох армій три (обов'язково зі збільшенням танкових з'єднань), хоча з міркувань ширини фронту в складі групи армій «B» могло б діяти більше дивізій.

В штабі сухопутних військ не погодилися з пропозиціями Манштейна, але Франц Гальдер все-таки доповів Гітлеру про цей варіант плану, зазначивши, що наступ у цьому напрямку неможливий, оскільки ліс і гориста місцевість завадять просуванню техніки.

## Доповнення до плану ОКГ
Критичні зауваження щодо плану ОКГ змусили внести деякі корективи. Так директива ОКГ від 29 жовтня передбачала тимчасово відмовитися від наступу проти Нідерландів, щоб вивільнити сили для нарощування удару на головному напрямку. Але 15 листопада 1939 року ОКВ переглянуло це рішення і видало директиву про захоплення Голландії. У цей же день наказом Браухіча це завдання було покладено на групу армій «B».
20 листопада 1939 року Гітлер підписав директиву № 8 ОКВ. В ній вказувалося, що операція «Ґельб» буде проведена відповідно до директиви ОКГ від 29 жовтня 1939 року. Однак, вочевидь спираючись на пропозиції Манштейна, як доповнення до неї було віддано наступне розпорядження: "Необхідно прийняти всі підготовчі міри для того, щоб перенести напрямок головного удару в операції зі смуги групи армій «B» у смугу групи армій «A», якщо там, як можна припустити із нинішнього розміщення сил, можна чекати більш швидких і великих успіхів, ніж у групи армій «B».

## «Мехеленський інцидент»

Фрагменти втрачених документів (10 січня 1940 року)

10 січня 1940 року Гітлер призначив остаточну дату наступу — 17 січня. Але в той самий день, коли Гітлер прийняв це рішення, поблизу бельгійського міста Мехелен відбувся досить загадковий «випадок» (відомий як «Мехеленський інцидент»). Історія ця згадувалася в численних варіантах, але найбільш стисло її виклав командувач повітряно-десантними військами Німеччини генерал-полковник К.Штудент:
«10 січня майор, призначений мною як офіцер зв'язку в 2-й повітряний флот, вилетів з Мюнстера в Бонн із завданням з'ясувати деякі малозначні деталі плану в командування флоту. При собі він мав повний оперативний план наступу на Заході. Через морозну погоду і сильний вітер над замерзлим, покритим снігом Рейном літак збився з курсу і залетів на територію Бельгії, де йому довелося зробити вимушену посадку. Майор не зміг спалити важливий документ, отже, загальний зміст німецького плану наступальних дій на Заході став надбанням бельгійців. Німецький військово-повітряний аташе в Гаазі повідомив, що в цей же вечір король Бельгії мав довгу телефонну розмову з королевою Нідерландів.»
Зростаюча міць армій західних країн, сумнів у тому, чи дозволить оперативний план від 29 жовтня 1939 року досягти чого-небудь, крім більш-менш великого первинного успіху, а також втрата секретних документів привели в наступні місяці до перегляду плану спільно всіма вищими командними інстанціями й штабами груп армій.

## «Затяжний старт»
Оскільки основний зміст оперативного плану став надбанням союзників, ставка на раптовість військової операції втратила свою привабливість. Відповідно до директив ОКГ від 19 і 29 жовтня німецькі війська повинні були зайняти вихідні позиції для наступу за шість нічних переходів з моменту одержання наказу. До цього характер їхнього розташування не дозволяв противникові розгадати напрямок головного удару. 16 січня після «мехеленського інциденту» у ставці Гітлера було ухвалене рішення «побудувати операцію на новій основі».
18 січня 1940 року ОКВ повідомляє нову концепцію наступальної операції: ніякої раптовості. Змінені методи: війська перебувають у постійній бойовій готовності, необхідно підтримувати враження, начебто наступ може початися в будь-який день. Замість загального розгортання ОКВ запропонувало поступове: «затяжний старт». Для цього в першому ешелоні і у найближчій глибині зосереджувалися всі рухливі сили, необхідні для завдавання першого нищівного удару та виконання основного завдання. Вони повинні були перебувати в постійній готовності, щоб перейти до наступальних дій через 24 години після наказу («старт із місця»). Щодо основного задуму операції, то він залишався незмінним.

## План ОКГ від 30 січня 1940 року

План ОКГ від 30 січня 1940 року

30 січня 1940 року, враховуючи зміни до попередньої редакції плану, Браухіч підписав третій варіант плану «Ґельб». На відміну від попередніх у цьому варіанті при незмінних цілях передбачалося посилити групу армій «A» рухливими військами. Крім того, командування групи армій «A» зобов'язувалося "вжити необхідних заходів для того, щоб рухливі з'єднання резерву ОКГ (14-й моторизований корпус, 2-га, 9-та піхотні, 13-та моторизована дивізії, дивізія СС «Мертва голова», 9-та танкова дивізія), призначені для швидкого посилення військ на фронті, використовувалися з першого ж дня наступу в її смузі або, якщо буде потреба, могли бути перекинуті в смугу групи армій «B».

## Військово-штабні ігри
7 лютого 1940 року за наказом ОКГ в Кобленці була проведена військово-штабна гра. Вона мала на меті з'ясувати готовність до наступу і оперативні можливості 12-ї і 4-ї армій, а також 19-го танкового корпусу. Особлива увага зверталася на використання рухливих військ 19-го танкового корпусу і організацію форсування Маасу поблизу Седана. Результат цієї гри виявився маловтішним. Між Гудеріаном, що командував 19-м корпусом, і Віттерсгеймом (14-й корпус), з одного боку, і командуванням групи армій «A» і ОКГ, з іншого, виникли серйозні розбіжності щодо дій після форсування Маасу. Гальдер, Рундштедт і Блюментрит вважали, що наступ через Маас неможливий раніше 9-го або 10-го дня з початку операції, тобто після підтягування піхотних з'єднань. Гудеріан, якого підтримав Віттерсгейм, пропонував почати наступ танковими і моторизованими військами через Маас із ходу, не очікуючи піхотних дивізій, тобто на 5-й день операції. Таким чином, єдності думок з принципових питань ведення операції досягнуто не було.
14 лютого 1940 року в штабі 12-ї армії провели ще одну військово-штабну гру. Ця гра виявила можливість зриву всієї операції внаслідок недостатньої кількості сил у групи армій «A». З цього випливала її нездатність забезпечити швидке просування правого крила наступаючого угруповання, якщо командуванням союзників буде завдано контрудару великими силами по флангу наступаючих німецьких військ в районі між Седаном і Мецом.
16 лютого 1940 року в своєму щоденнику Гальдер зробив запис:
«Підсумки обох ігор: а) проблема використання танків; б) недоліки наступу без попереднього підтягування сил; в) сумніви в успіху операції в цілому.»

Пізніше в своїх мемуарах Еріх Манштейн напише: 
«У мене створилося враження, що генерал Гальдер, який був присутній на маневрах, нарешті почав розуміти правильність нашого [групи армій „А“] задуму.»

## План Манштейна

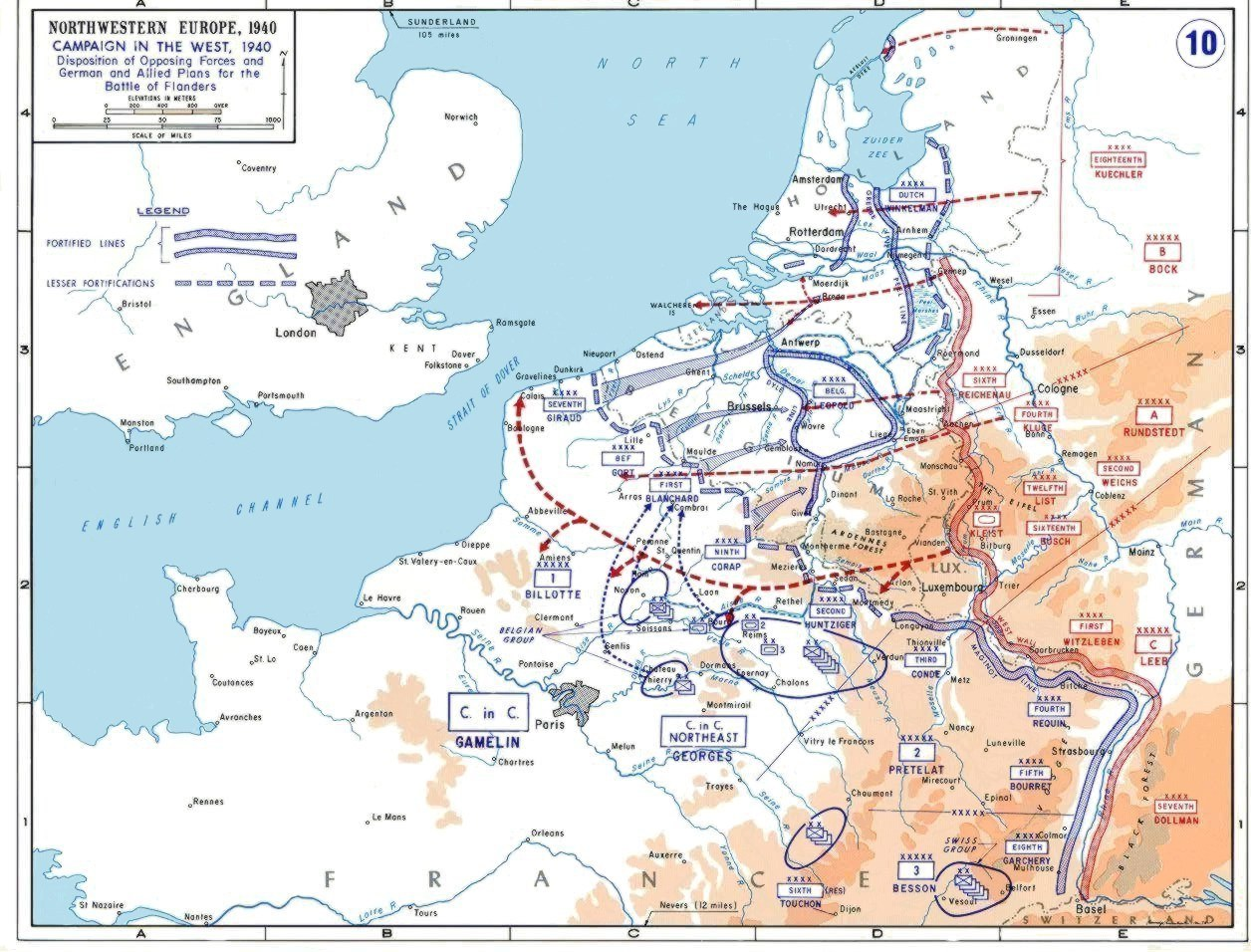
План Манштейна

Результати штабних ігор змусили згадати про план Манштейна. 17 лютого 1940 року відбулася зустріч Еріха Манштейна та Адольфа Гітлера. Оскільки погляди на проведення операції у них багато в чому збігалися, Гітлер уже наступного дня наказав штабу сухопутних військ розробляти новий план.
План Манштейна, поєднаний із власними ідеями Гітлера, був простий, але обіцяв перемогу. Група армій «B» під командуванням фон Бока мала завдання швидко окупувати Нідерланди, перешкодити з'єднанню голландців із союзниками, відкинути супротивника на лінію Антверпен — Намюр, а також прорватися через Бельгію в Північну Францію, імітуючи непохитність ідей Шліффена. Якщо фон Боку вдасться зайти за французькі частини з півночі, то він неминуче буде загрожувати Парижу. Якщо французи і англійці встануть на його шляху і навіть відтіснять на схід, вони опиняться у пастці. На лівому фланзі група армій «C» (генерал Вільгельм Ріттер фон Лееб) змусить французів усерйоз захищати лінію Мажино, а по можливості і захопить її. Вирішальний удар переносився в зону дії групи армій «A», яка згідно з новим планом підсилювалась 4-ю армією і мала в своєму складі 44 дивізії. Група армій «A», з танковою групою Клейста в авангарді, прорветься через Арденни, захопить переправи через Сомму і Дінан, пройде між Седаном і Дінаном, а потім поверне на північний захід долиною річки Сомми до Ам'єну, Абвілю і узбережжя Ла-Маншу. Саме тут будуть задіяні сім з десяти танкових дивізій Вермахту. У Лееба на півдні не буде жодної танкової дивізії, а у фон Бока тільки три.
Цей план від 24 лютого 1940 року став остаточним варіантом плану «Ґельб».

## Критика плану Манштейна
Не всі в німецькому вищому генералітеті підтримали план Манштейна. Командуючий групою армій «B» генерал-полковник фон Бок висловлював серйозні сумніви відносно остаточного варіанта плану «Ґельб». У квітні 1940 року на доповіді Браухічу він заявив: 
«Мені не дає спокою ваш оперативний план. Ви знаєте, що я за сміливі операції, але тут перейдені межі розумного, інакше це не назвеш. Просуватися ударним крилом уздовж лінії Мажино за 15 км від неї і думати, що французи будуть дивитися на це байдуже! Ви зосередили основну масу танків на декількох дорогах у гористій місцевості Арденн, начебто авіації супротивника не існує! Ви сподіваєтеся форсувати Маас вище Намюра, хоча французи вже займають позиції в цьому районі південніше Дінана і їм буде потрібно для виходу до річки на ділянці Дінан — Намюр лише одна чверть того часу, який необхідний нам… Що ви будете робити, якщо форсування Маасу не вдасться і ви міцно засядете між кордоном та Маасом у бездоріжжі Арденн?.. І нарешті, як ви уявляєте собі взагалі операцію, якщо супротивник не зробить нам послуги і не вступить у Бельгію? Думаєте, він так і піде в бельгійську пастку? Ви граєте ва-банк!»
Слід, однак зазначити, що певна авантюрність плану нівелювалася розумінням настроїв вищого французького командування і добре організованою дезінформацією. За свідченнями генерала Лоссберга, що працював у той час у штабі оперативного керівництва ОКВ, різними каналами до союзників направлялося безліч чуток. При цьому не допускалося ніякої грубої роботи, що могла викликати підозри. Вигадки перемішувалися із правдою. Для цього використовувалися люди, що їздили в нейтральні країни. Телефонними лініями, до яких підключався для прослуховування супротивник, велися «необережні розмови». Так за кілька місяців до наступу безупинно поширювалися у всіляких формах чутки про німецький «план Шліффена 1940 року».

## Втілення плану «Ґельб»

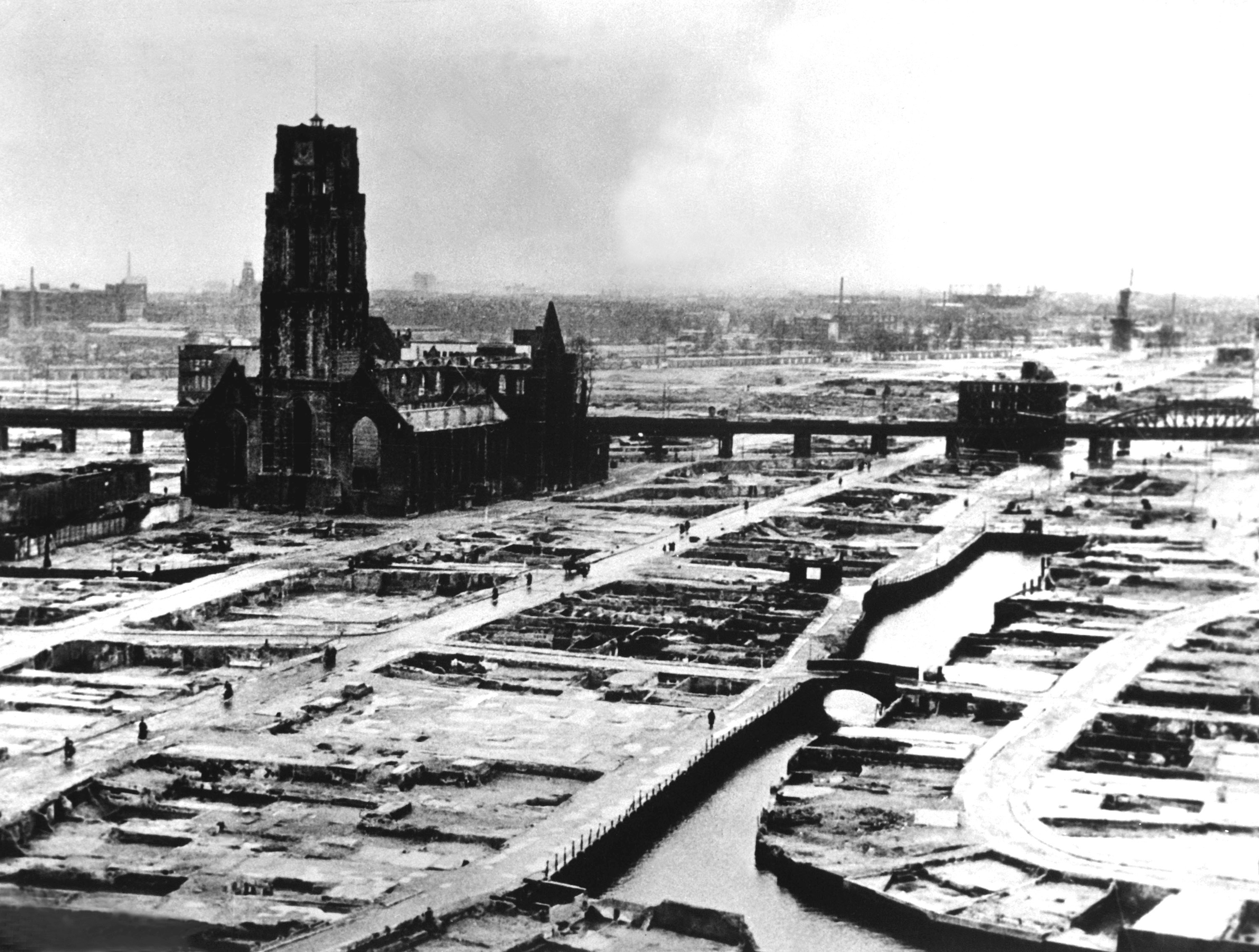
Роттердам після бомбардування

10 травня 1940 року о 5 годині 35 хвилин німецькі війська згідно з планом «Ґельб» почали широкомасштабні наступальні дії.
Наступ почався з повітряного нальоту на аеродроми, командні пункти, військові склади й найважливіші індустріальні центри Нідерландів, Бельгії, Франції та Люксембургу. Використавши тактику парашутних і планерних десантів, німцям вдалося в короткий термін паралізувати внутрішні райони Нідерландів. 13 травня розпочався штурм «Голландської фортеці», а вже 14 травня королевою Нідерландів була підписана повна капітуляція.
11 травня була зруйнована оборона бельгійців на каналі Альберта. Через територію Бельгії, обійшовши лінію Мажино з півночі, німецькі війська захопили майже всю Францію. Рештки англо-французько-бельгійської армії були витіснені у район Дюнкерка, де вони евакуювалися до Великої Британії. Франція змушена була підписати ганебну капітуляцію у відомому з 1918 року вагончику у Комп'єні.